# Det Ny Samfund
Det Ny Samfund er en forening, som arbejder for et samfund med "direkte demokrati, global bevidsthed, fælleseje" mv. Foreningen var den første i Danmark, som var baseret på direkte demokrati.
Foreningen blev oprettet 20. september 1968 med udgangspunkt i Studentersamfundet.  Den har siden 1970 ejet grunden, hvorpå Thylejren ligger.